# Noordelijke spinaap
De noordelijke spinaap (Brachyteles hypoxanthus) is een zoogdier uit de familie van de grijpstaartapen (Atelidae). De wetenschappelijke naam van de soort werd voor het eerst geldig gepubliceerd door Heinrich Kuhl in 1820.

## Voorkomen
De soort komt voor in Brazilië.